# Біля моря (фільм, 2015)
«Біля моря» (англ. By the Sea) — американський драматичний фільм, знятий Анджеліною Джолі Пітт. У головних ролях — Джолі та Бред Пітт. Прем'єра фільму в Україні відбулася 10 грудня 2015 року.
Фільм отримав змішані відгуки та провалився в прокаті, зібравши лише $3,3 млн на $10-мільйонний бюджет.

## Сюжет
Франція. Середина 1970-х. Ванесса, колишня танцівниця, і її чоловік Роланд, американський письменник, подорожують разом по країні. Потроху вони починають віддалятися один від одного, але все змінюється, коли вони затримуються в одному тихому приморському містечку.

## У ролях
- Бред Пітт — Роланд
- Анджеліна Джолі Пітт — Ванесса
- Мелані Лоран — Ліа
- Нільс Ареструп — Мішель
- Мельвіль Пупо — Франсуа
- Рішар Боренже — Патріс

## Виробництво
У травні 2014 року було оголошено, що Анджеліна Джолі зніматиме фільм «Біля моря» за своїм сценарієм із собою та Бредом Піттом у головних ролях. The Hollywood Reporter припустив, що це буде драма про відносини, яку Джолі написала кілька років тому, де йшлося про подружжя, яке їде у відпустку в останній відчайдушній спробі врятувати свій шлюб. Прем'єр-міністр Мальти Джозеф Мускат підтвердив, що частково був знятий у затоці Мджар Іш-Шині.

### Знімання
Знімання розпочали 19 серпня 2014 року у Мальті і закінчили 10 листопада того ж року.

## Маркетинг
15 вересня 2014 року були показані декілька кадрів з фільму. 6 серпня 2015 вийшов тизер-трейлер фільму.